# 弗拉基米尔·雅罗斯拉维奇 (普隆斯克)
弗拉基米尔·雅罗斯拉维奇（Владимир Ярославич，?—1372年），普隆斯克王公（1343年~1371年），梁赞大公（1371年~1372年）。梁赞大公雅罗斯拉夫·亚历山德罗维奇之子。他統治梁赞大公國的時間不長，很快就被奥列格·伊凡诺维奇驅逐。
| 前任： 奥列格·伊万诺维奇 | 梁赞大公 1371~1372 | 繼任： 奥列格·伊万诺维奇 |